# Val-de-Chalvagne
Pour les articles homonymes, voir Chalvagne (homonymie).
Val-de-Chalvagne est une commune française située dans le département des Alpes-de-Haute-Provence, en région Provence-Alpes-Côte d'Azur.
Ses habitants sont appelés les Chalvagnois.

## Géographie

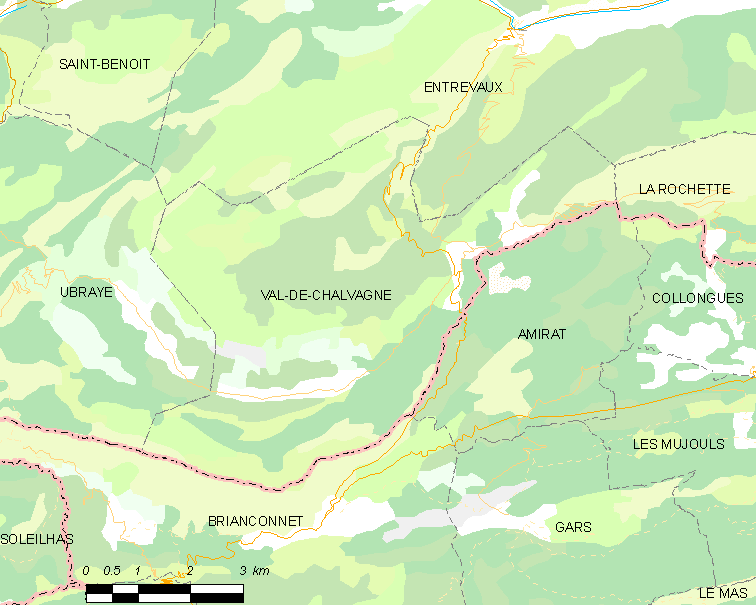
Val-de-Chalvagne et les communes voisines (Cliquez sur la carte pour accéder à une grande carte avec la légende).

Tout le village de Castellet tient dans le château et ses environs immédiats.
Le village ancien de Montblanc est un village perché sur un éperon rocheux.
Les communes limitrophes de Val-de-Chalvagne sont Entrevaux, La Rochette, Amirat, Briançonnet, Ubraye.
Le périmètre de protection de la Réserve naturelle géologique de Haute-Provence couvre également la commune de Val-de-Chalvagne.

### Relief et environnement
Points remarquables :
- col du Trébuchet ;
- hameau perché du Champ.

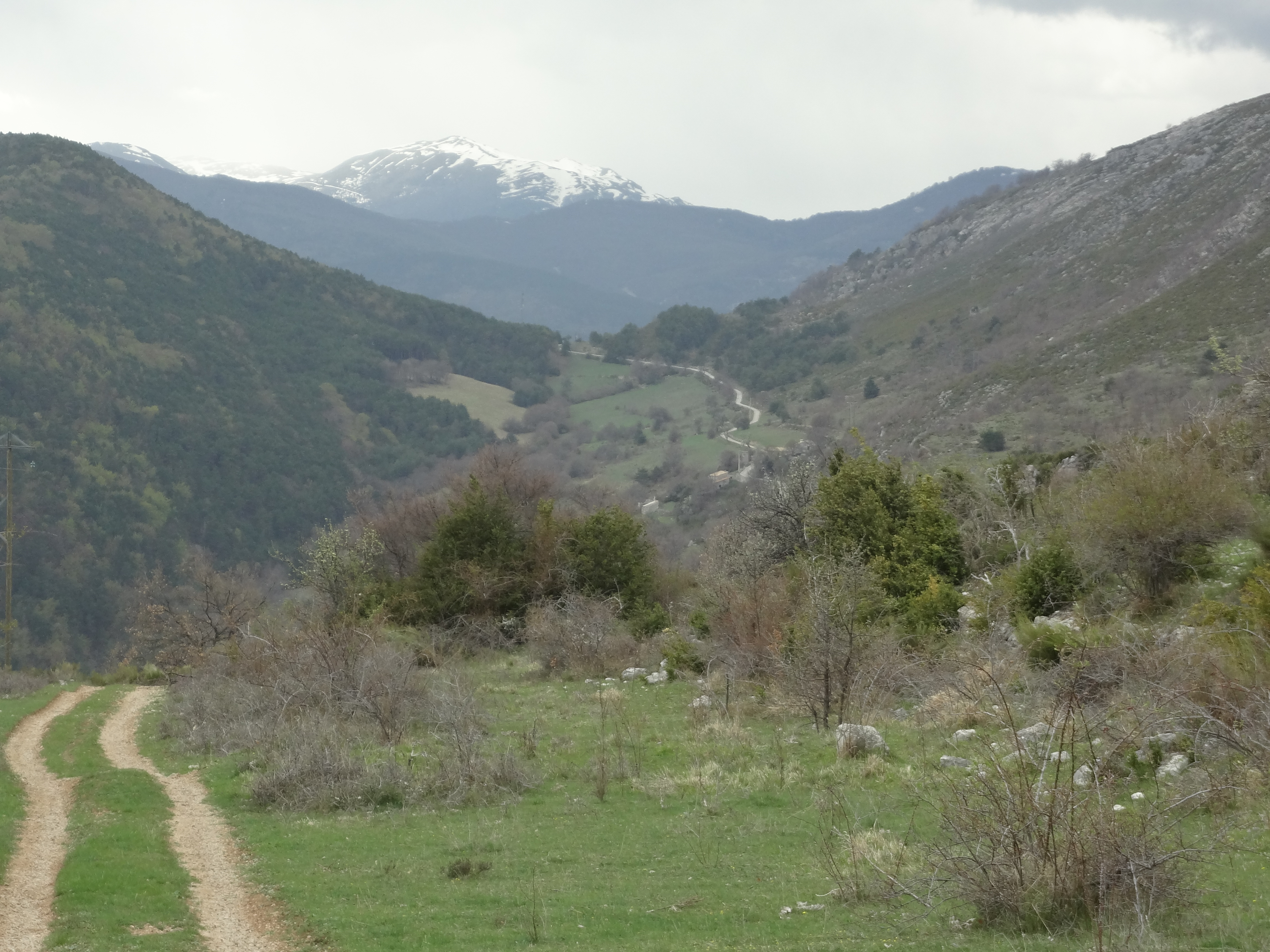
Le col du Trébuchet, et le pic de Chabran (1541 m).

La commune compte 2 063 ha de bois et forêts, soit 63 % de sa superficie.

### Hydrographie et les eaux souterraines
Val de Chalvagne est la commune source de la rivière Chalvagne, un affluent droit du Var de rang de Strahler trois.
Cours d'eau sur la commune ou à son aval :
- ravins du Riou, du Ray, des Tuves, des Buis, du Gros Vallon, de la Combe Dorade, du Paillon, des Cognas, de l'Ajas, de la Pinée, de Fontanil, de l'Ubac, du Tric, de Gueidon, du Farnet,
- torrents de la Chalvagne, de la Ribière,
- vallons du Pestré, du Castellet[4].

### Risques naturels et technologiques
Aucune des 200 communes du département n'est en zone de risque sismique nul. Le canton d’Entrevaux auquel appartient Val-de-Chalvagne est en zone 2 (risque moyen) selon la classification déterministe de 1991, basée sur les séismes historiques, et en zone 4 (risque moyen) selon la classification probabiliste EC8 de 2011. La commune de Val-de-Chalvagne est également exposée à trois autres risques naturels :
- feu de forêt,
- inondation,
- mouvement de terrain.

La commune de Val-de-Chalvagne n’est exposée à aucun des risques d’origine technologique recensés par la préfecture.
Aucun plan de prévention des risques naturels prévisibles (PPR) n’existe pour la commune mais le Dicrim existe depuis 2011.
La commune a été l’objet de plusieurs arrêtés de catastrophe naturelle : en 1989 et en 1994 pour des inondations et des coulées de boue.

### Climat
Pour des articles plus généraux, voir Climat de Provence-Alpes-Côte d'Azur et Climat des Alpes-de-Haute-Provence.
En 2010, le climat de la commune est de type climat méditerranéen altéré, selon une étude du Centre national de la recherche scientifique s'appuyant sur une série de données couvrant la période 1971-2000. En 2020, Météo-France publie une typologie des climats de la France métropolitaine dans laquelle la commune est exposée à un climat de montagne ou de marges de montagne et est dans une zone de transition entre les régions climatiques « Var, Alpes-Maritimes » et « Alpes du sud ».
Pour la période 1971-2000, la température annuelle moyenne est de 11 °C, avec une amplitude thermique annuelle de 16 °C. Le cumul annuel moyen de précipitations est de 1 048 mm, avec 6,3 jours de précipitations en janvier et 5,1 jours en juillet. Pour la période 1991-2020, la température moyenne annuelle observée sur la station météorologique de Météo-France la plus proche, « Le Mas », sur la commune du Mas à 9 km à vol d'oiseau, est de 9,1 °C et le cumul annuel moyen de précipitations est de 1 236,8 mm. 
La température maximale relevée sur cette station est de 32,5 °C, atteinte le 28 juin 2019 ; la température minimale est de −13,5 °C, atteinte le 14 février 2009,,.
Les paramètres climatiques de la commune ont été estimés pour le milieu du siècle (2041-2070) selon différents scénarios d'émission de gaz à effet de serre à partir des nouvelles projections climatiques de référence DRIAS-2020. Ils sont consultables sur un site dédié publié par Météo-France en novembre 2022.

## Urbanisme

### Typologie
Au 1er janvier 2024, Val-de-Chalvagne est catégorisée commune rurale à habitat très dispersé, selon la nouvelle grille communale de densité à 7 niveaux définie par l'Insee en 2022.
Elle est située hors unité urbaine et hors attraction des villes,.

### Occupation des sols
L'occupation des sols de la commune, telle qu'elle ressort de la base de données européenne d’occupation biophysique des sols Corine Land Cover (CLC), est marquée par l'importance des forêts et milieux semi-naturels (94,4 % en 2018), une proportion identique à celle de 1990 (94,4 %). La répartition détaillée en 2018 est la suivante : 
forêts (71,9 %), milieux à végétation arbustive et/ou herbacée (18,6 %), prairies (5,6 %), espaces ouverts, sans ou avec peu de végétation (3,9 %).
L'évolution de l’occupation des sols de la commune et de ses infrastructures peut être observée sur les différentes représentations cartographiques du territoire : la carte de Cassini (XVIIIe siècle), la carte d'état-major (1820-1866) et les cartes ou photos aériennes de l'IGN pour la période actuelle (1950 à aujourd'hui).

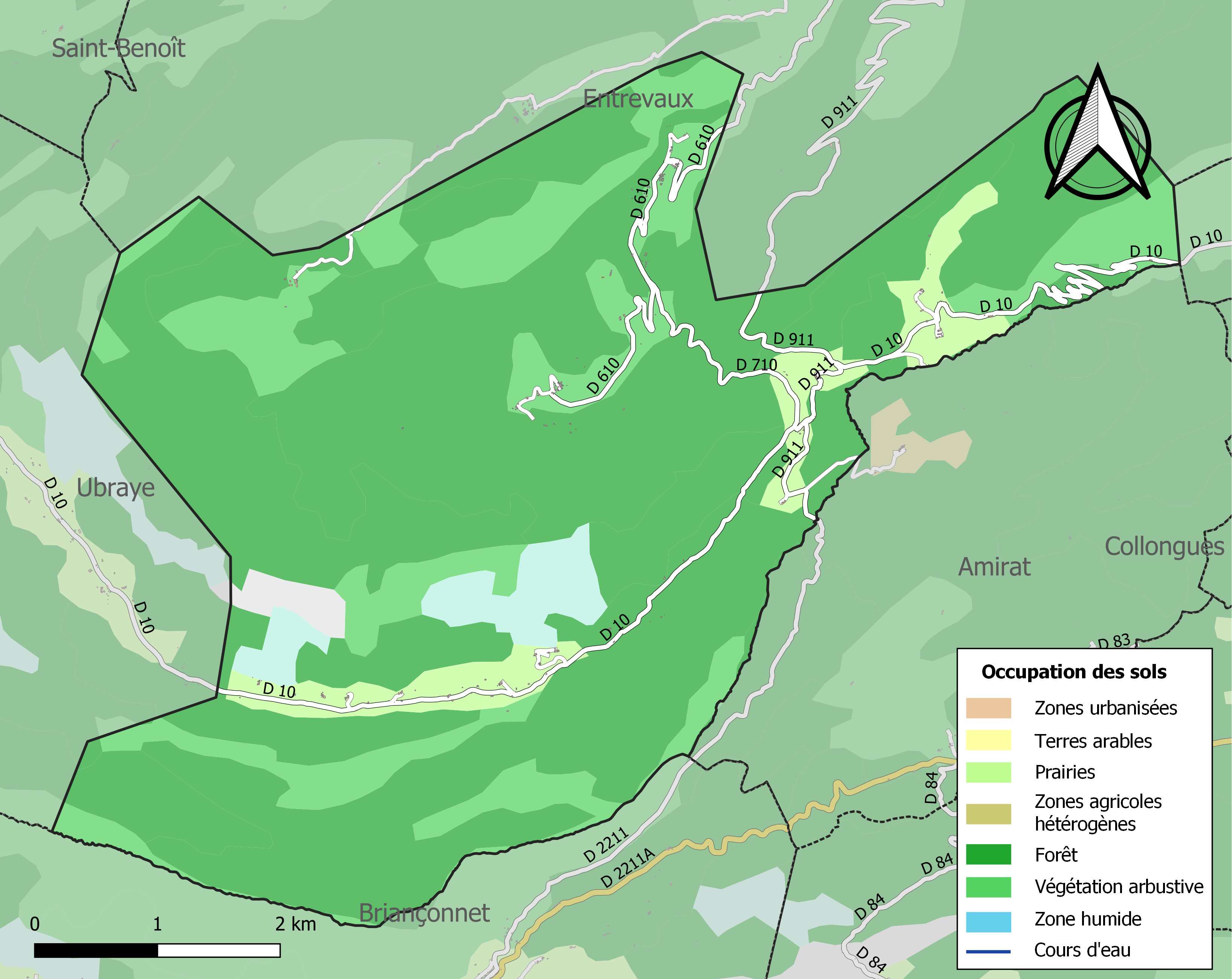
Carte de l'occupation des sols de la commune en 2018 (CLC).

## Économie

### Aperçu général
En 2009, la population active s’élevait à 38 personnes, dont un chômeur (sept chômeurs fin 2011). Ces travailleurs sont majoritairement salariés (26 sur 37) et travaillent majoritairement hors de la commune (27 actifs sur 37). L’essentiel des emplois de la commune se trouvent dans le secteur tertiaire, qui concentre également plus de la moitié des établissements actifs.

### Agriculture
Fin 2010, le secteur primaire (agriculture, sylviculture, pêche) comptait trois établissements actifs au sens de l’Insee, l’enquête Agreste du ministère de l’Agriculture ne recensant pour sa part aucune exploitation professionnelle depuis le début des années 2000, contre neuf en 1988. Ces neuf exploitations utilisaient une surface agricole utile (SAU) de 313 ha.

### Industrie
Fin 2010, le secteur secondaire (industrie et construction) comptait six établissements, n’employant aucun salarié.

### Activités de service
Fin 2010, le secteur tertiaire (commerces, services) comptait six établissements (avec trois emplois salariés), auxquels s’ajoutent quatre établissements du secteur administratif (regroupé avec le secteur sanitaire et social et l’enseignement), salariant une personne.
D'après l’Observatoire départemental du tourisme, la fonction touristique est importante pour la commune, avec plus de cinq touristes accueillis par habitant
, l’essentiel de la capacité d'hébergement étant non-marchande. Quelques structures d’hébergement à finalité touristique existent dans la commune :
- en meublé[29] ;
- un hébergement collectif existe[30].

Les résidences secondaires apportent un complément appréciable à la capacité d’accueil : au nombre de 86, elles représentent les deux tiers des logements ; 25 résidences secondaires possèdent plus d’un logement,.
Les Gouttes d’O est une coopérative agricole, qui tient également un gîte et un camping.

## Histoire
La commune résulte de la fusion des communes de Castellet-Saint-Cassien, Montblanc et Villevieille en 1973 : elle prend alors le nom de Val-de-Chalvagne.
Castellet-Saint-Cassien apparaît pour la première fois dans les chartes en 1043, sous différents noms : Mosterium de Sancto Honorato (« couvent Saint-Honorat ») et Castelletum S. Cassiani (XIIIe siècle). Il tire son nom du château des Glandevès (seigneurs du lieu à partir de 1231 et jusqu’à la Révolution). Selon Ernest Nègre, le nom apparaît vers 1200, sous le nom de Castelleto, qui signifie en occitan petit village fortifié. Lorsqu’il en est fait don à l’abbaye Saint-Victor de Marseille en 1043, avec le château d’Amirat un moulin est déjà installé. Déserté en 1471 après la crise du XIVe siècle (Peste noire et guerre de Cent Ans), il compte 75 habitants en 1765.
Montblanc apparaît pour la première fois dans les chartes vers 1200 (Monte Albo). La communauté comptait 5 feux en 1471 et 155 habitants en 1765.
Villevieille apparaît pour la première fois dans les chartes en 1137, sous le même nom (Villa Vetus),. La communauté a occupé plusieurs sites successivement : tout d’abord, à l’âge du fer, la colline où se trouve la chapelle Saint-Nicolas, accueille l’habitat. À l’époque gallo-romaine, il descend du côté Est de ce sommet, au lieu-dit Fontantige, avant de revenir au Moyen Âge sur la colline. Enfin, à la fin du Moyen Âge, la communauté recrée son village au pied de la colline, mais du côté ouest. Il y a probablement eu une installation gallo-romaine au Villars. Elle comptait 14 maisons habitées en 1540, et 159 habitants en 1765. Durant la Révolution, une société patriotique s’y crée après la fin de 1792.
Les trois communes ont toutes été fief des Glandevès : Castellet-Saint-Cassien dès le XIIIe siècle et jusqu’à la Révolution, Montblanc était un fief qui dépendait de la baronnie des Glandevès, et les Glandevès furent seigneurs de Villevieille du XIIe au XVe siècle, avant que les Villeneuve leur succèdent du XVIe au XVIIe siècle, puis les Sabran au XVIIIe. Jusqu’en 1245, les trois communautés relevaient de la baillie d’Outre-Siagne, circonscription administrative du comté de Provence. Celle-ci est ensuite démembrée en plusieurs circonscriptions plus petites, et après une période de stabilisation, on sait qu’en 1264 les trois communautés faisaient partie de la viguerie de Puget-Théniers. Elles ont ensuite été rattachées à celle d’Annot à sa création au XVIIIe siècle.
La Révolution et l’Empire apportent nombre d’améliorations, dont une imposition foncière égale pour tous, et proportionnelle à la valeur des biens de chacun. Afin de la mettre en place sur des bases précises, la levée d’un cadastre est décidée. La loi de finances du 15 septembre 1807 précise ses modalités, mais sa réalisation est longue à mettre en œuvre, les fonctionnaires du cadastre traitant les communes par groupes géographiques successifs. En 1817, les cadastres dit napoléoniens de Castellet-Saint-Cassien et de Villevieille sont achevés. Celui de Montblanc attend 1830.
Le coup d'État du 2 décembre 1851 commis par Louis-Napoléon Bonaparte contre la Deuxième République provoque un soulèvement armé dans les Basses-Alpes, en défense de la Constitution. Après l’échec de l’insurrection, une sévère répression s’abat sur ceux qui se sont levés pour défendre la République, dont un habitant de Castellet-Saint-Cassien.
Comme de nombreuses communes du département, celles de Castellet-Saint-Cassien, Montblanc et Villevieille se dotent d’écoles bien avant les lois Jules Ferry : en 1863, elles comptent chacune leur école dispensant une instruction primaire aux garçons, au village chef-lieu. Aucune instruction n’est donnée aux filles : ni la loi Falloux (1851), qui impose l’ouverture d’une école de filles aux communes de plus de 800 habitants, ni la première loi Duruy (1867), qui abaisse ce seuil à 500 habitants, ne concernent les trois communes. Si Castellet-Saint-Cassien profite de la deuxième loi Duruy (1877) pour rénover son école, ce n’est qu’avec les lois Ferry que les filles des trois communes sont scolarisées.

## Héraldique
| Blason de Val-de-Chalvagne | Blason  | De gueules au château de trois tours d’or posé en perspective chargé en pointe d’une fusée d’argent brochante, à l’aigle d’azur, la poitrine surchargée de la lettre capitale V d’or et brochant sur le tout en pointe,. |
| Blason de Val-de-Chalvagne | Détails | Issue de la fusion de trois communes en 1973 : Castellet-Saint-Cassien, Montblanc et Villevieille. Le statut officiel du blason reste à déterminer.                                                                      |

## Politique et administration

### Liste des maires
| Période                                  | Période  | Identité            | Étiquette    | Qualité                                                     |
| ---------------------------------------- | -------- | ------------------- | ------------ | ----------------------------------------------------------- |
| mai 1945                                 |          | Édouard Jean        |              |                                                             |
| 1973                                     | 2001     | LEON Marie-Germaine | P.Socialiste | mairie                                                      |
| 2001                                     | mai 2020 | Christian Gatti     |              | Retraité des artisans, commerçants et chefs d'entreprise    |
| mai 2020                                 | en cours | Anabel Oncina       |              | Employée civile ou agent de service de la fonction publique |
| Les données manquantes sont à compléter. |          |                     |              |                                                             |

### Budget et fiscalité 2019
En 2019, le budget de la commune était constitué ainsi :
- total des produits de fonctionnement : 162 000 €, soit 1 785 € par habitant ;
- total des charges de fonctionnement : 125 000 €, soit 1 371 € par habitant ;
- total des ressources d’investissement : 39 000 €, soit 426 € par habitant ;
- total des emplois d’investissement : 55 000 €, soit 609 € par habitant.
- endettement : 157 000 €, soit 1 728 € par habitant.

Avec les taux de fiscalité suivants :
- taxe d’habitation : 20,10 % ;
- taxe foncière sur les propriétés bâties : 14,86 % ;
- taxe foncière sur les propriétés non bâties : 41,35 % ;
- taxe additionnelle à la taxe foncière sur les propriétés non bâties : 0,00 % ;
- cotisation foncière des entreprises : 0,00 %.

Chiffres clés Revenus et pauvreté des ménages en 2017.

### Intercommunalité
Val-de-Chalvagne fait partie: 
- de 2008 à 2016 de la communauté de communes du Pays d'Entrevaux[58] ;
- à partir du 1er janvier 2017, de la communauté de communes Alpes Provence Verdon.

La Communauté de communes Alpes Provence Verdon - Sources de Lumière, créée le 24 novembre 2016 avec effet le 1er janvier 2017, regroupe désormais 41 communes. Cet Établissement public de coopération intercommunale (EPCI) s'est engagé dans une démarche d’élaboration d’un Plan local d’urbanisme intercommunal (PLUi).

## Démographie
L'évolution du nombre d'habitants est connue à travers les recensements de la population effectués dans la commune depuis 1765. Pour les communes de moins de 10 000 habitants, une enquête de recensement portant sur toute la population est réalisée tous les cinq ans, les populations de référence des années intermédiaires étant quant à elles estimées par interpolation ou extrapolation. Pour la commune, le premier recensement exhaustif entrant dans le cadre du nouveau dispositif a été réalisé en 2008.
En 2022, la commune comptait 83 habitants, en évolution de −5,68 % par rapport à 2016 (Alpes-de-Haute-Provence : +2,84 %, France hors Mayotte : +2,11 %).
| 1765 | 1793 | 1800 | 1806 | 1821 | 1831 | 1836 | 1841 | 1846 |
| ---- | ---- | ---- | ---- | ---- | ---- | ---- | ---- | ---- |
| 75   | 47   | 70   | 80   | 56   | 139  | 106  | 89   | 82   |

| 1851 | 1856 | 1861 | 1866 | 1872 | 1876 | 1881 | 1886 | 1891 |
| ---- | ---- | ---- | ---- | ---- | ---- | ---- | ---- | ---- |
| 83   | 90   | 90   | 90   | 86   | 71   | 75   | 74   | 62   |

| 1896 | 1901 | 1906 | 1911 | 1921 | 1926 | 1931 | 1936 | 1946 |
| ---- | ---- | ---- | ---- | ---- | ---- | ---- | ---- | ---- |
| 68   | 81   | 55   | 50   | 40   | 44   | 41   | 44   | 45   |

| 1954 | 1962 | 1968 | 1975 | 1982 | 1990 | 1999 | 2006 | 2008 |
| ---- | ---- | ---- | ---- | ---- | ---- | ---- | ---- | ---- |
| 37   | 21   | 11   | 52   | 68   | 38   | 48   | 61   | 65   |

| 2013 | 2018 | 2022 | - | - | - | - | - | - |
| ---- | ---- | ---- | - | - | - | - | - | - |
| 82   | 87   | 83   | - | - | - | - | - | - |

L'histoire démographique de Castellet-Saint-Cassien est marquée par une période d'« étale » où la population reste relativement stable à un niveau élevé. Cette période dure de 1831 à 1866, l'exode rural ne commençant véritablement qu'après. Dotée de faibles effectifs, la commune perd très rapidement la moitié de sa population (dès 1906). La décroissance continue sans s'interrompre jusque dans les années 1960 et la fusion avec Villevieille et Montblanc. Depuis, la population a crû légèrement.

### Montblanc
| 1471   | 1765 | 1793 | 1800 | 1806 | 1821 | 1831 | 1836 | 1841 |
| ------ | ---- | ---- | ---- | ---- | ---- | ---- | ---- | ---- |
| 5 feux | 155  | 150  | 125  | 129  | 148  | 178  | 181  | 155  |

| 1846 | 1851 | 1856 | 1861 | 1866 | 1872 | 1876 | 1881 | 1886 |
| ---- | ---- | ---- | ---- | ---- | ---- | ---- | ---- | ---- |
| 164  | 163  | 121  | 141  | 127  | 120  | 125  | 116  | 112  |

| 1891 | 1896 | 1901 | 1906 | 1911 | 1921 | 1926 | 1931 | 1936 |
| ---- | ---- | ---- | ---- | ---- | ---- | ---- | ---- | ---- |
| 91   | 98   | 96   | 89   | 84   | 83   | 70   | 65   | 57   |

| 1946 | 1954 | 1962 | 1968 | - | - | - | - | - |
| ---- | ---- | ---- | ---- | - | - | - | - | - |
| 37   | 30   | 5    | 10   | - | - | - | - | - |

L'histoire démographique de Montblanc est marquée par une période d'« étale » où la population reste relativement stable à un niveau élevé. Cette période, plus précoce qu'à Castellet-Saint-Cassien et Villevieille, dure des années 1810 à 1851. L'exode rural provoque ensuite un mouvement de recul démographique, rapide et de longue durée. Dès 1891, la commune a perdu plus de la moitié de sa population par rapport au maximum historique de 1836. Le mouvement de baisse ne poursuit et pousse à la fusion de Montblanc avec Villevieille et Castellet-Saint-Cassien en 1974.

### Villevieille
| 1765 | 1793 | 1800 | 1806 | 1821 | 1831 | 1836 | 1841 | 1846 | 1851 |
| ---- | ---- | ---- | ---- | ---- | ---- | ---- | ---- | ---- | ---- |
| 159  | 189  | 191  | 150  | 174  | 236  | 200  | 180  | 216  | 192  |

| 1856 | 1861 | 1866 | 1872 | 1876 | 1881 | 1886 | 1891 | 1896 | 1901 |
| ---- | ---- | ---- | ---- | ---- | ---- | ---- | ---- | ---- | ---- |
| 189  | 189  | 176  | 172  | 168  | 167  | 154  | 145  | 125  | 129  |

| 1906 | 1911 | 1921 | 1926 | 1931 | 1936 | 1946 | 1954 | 1962 | 1968 |
| ---- | ---- | ---- | ---- | ---- | ---- | ---- | ---- | ---- | ---- |
| 125  | 125  | 89   | 91   | 75   | 66   | 59   | 54   | 46   | 29   |

Villevieille connaît elle aussi une période d'« étale », plus tardive que celle de Montblanc mais presque exactement contemporaine de celle de Castellet-Saint-Cassien : son apogée démographique dure de 1831 à 1861. L'exode rural est moins rapide également : ce n'est qu'en 1921, après la Première Guerre mondiale, que Villevieille enregistre la perte de plus de la moitié de sa population par rapport au maximum historique de 1846. Le mouvement de baisse se poursuit jusqu'à la fusion avec Castellet-Saint-Cassien et Montblanc.

## Lieux et monuments

### Castellet-Saint-Cassien

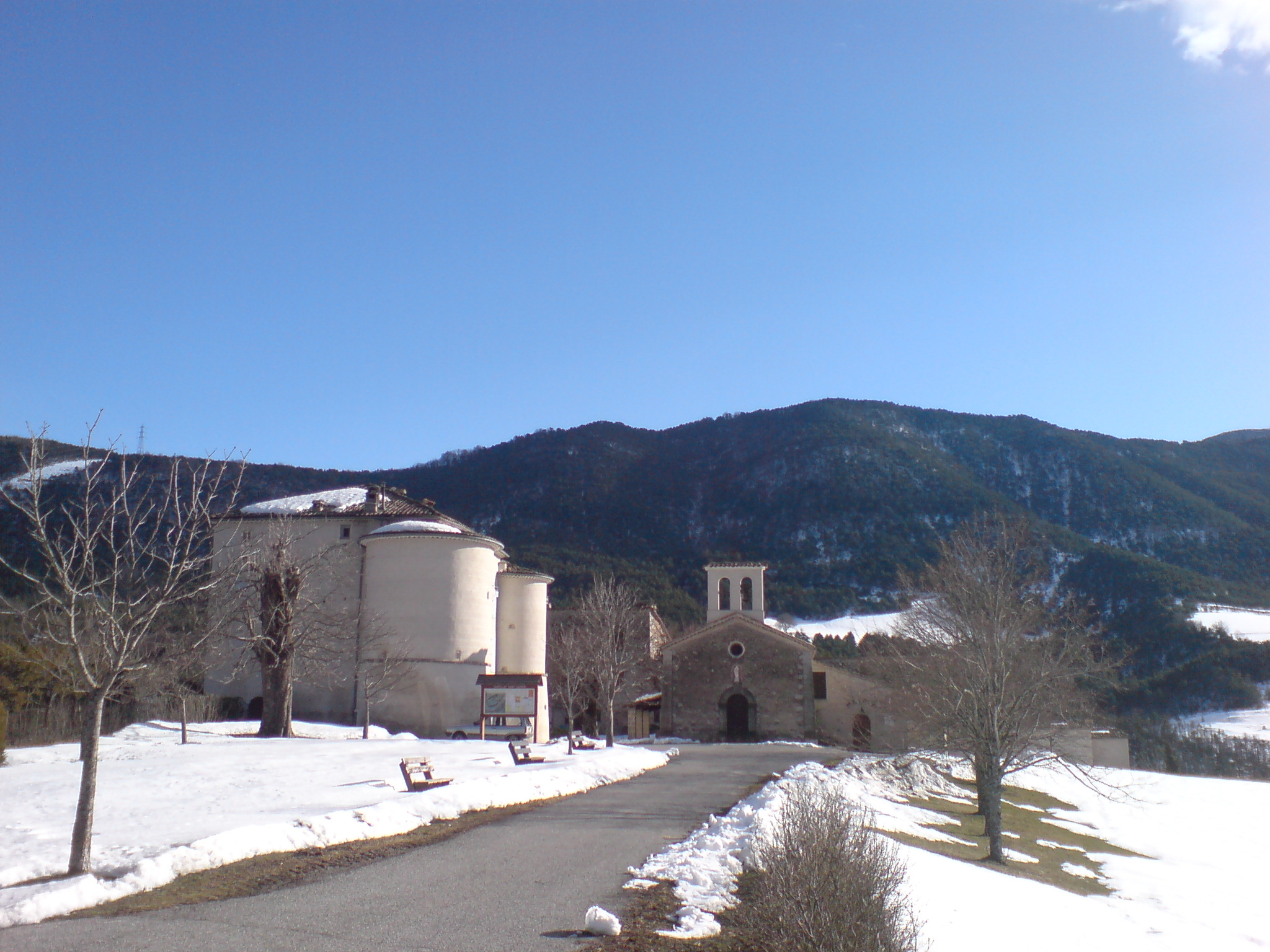
Hameau de Castellet Saint-Cassien.

- L’agglomération de Castellet-Saint-Cassien est constituée uniquement du château[66] (le fief appartint aux Glandevez de 1384 à 1789), d’une ferme installée dans les communs, de l’église et de la mairie installée dans l’ancienne sacristie.

La façade du château, construit au XVIIe siècle, est nue et encadrée de tours rondes. L’avancée du toit est supportée par une génoise. L’intérieur est orné de gypseries élégantes :
L’escalier est décrit comme le plus beau de Provence, dans un style maniériste ;
La grande cheminée est ornée des armoiries des Glandevès et d’une scène orphique ;
L’autre cheminée en gypserie est ornée d’une scène biblique, .
Jean-Loup Fontana a décrit les gypseries du château. Un mascaron orne le cul-de-lampe supportant de la poivrière sud-est. L'escalier en colimaçon, son cœur était évidé et formait un jour souligné par la main courante soutenue par des balustres. Il est orné d'une Aphrodite nue en haut-relief, sous un voile gonflé qui est « une invite à gagner les étages supérieurs, accès à toutes les félicités du plaisir », sculpture aujourd'hui mutilée. Le décor enroulé autour du jour central de l'escalier est composé de pampres de vigne, orné d'un Cupidon dont le sexe a été martelé. De nombreux animaux anodins accompagnent la vigne. Les voûtes du premier palier sont elles aussi ornées de feuillages symétriquement disposés pour le fond, encadrant deux couples, une femme vêtue d'un voile et un adolescent qui se tiennent dans les bras l'un de l'autre, et un satyre enlevant une jeune femme nue. Les poitrines dénudées des deux femmes ont été bûchées. Au dernier étage, les dessus-de-portes sont ornés de masques fantastiques, en partie animaux, végétaux et humains, évoquant le dieu Pan à la sexualité insatiable et personnification de la Nature à la fécondité sans limites. Un manteau de cheminée est orné de la scène de l'enlèvement de Io par Zeus, sur fond de cuirs découpés et enroulés et dans un encadrement de décor végétal, scène interprétée comme étant une bataille par Collier et comme le sacrifice d'Isaac par la comtesse du Chaffaut. Le retour droit porte un putto surmonté d'un cartouche permettant d'identifier le commanditaire comme un des membres de la famille Glandevès, et de dater les gypseries de 1659. Une autre cheminée porte une scène figurant l'embarquement d'un homme se séparant de son aimée.
Enfin, l'escalier est orné d'un trois-mats sous voiles, dessiné au crayon sur l'enduit mural, voisinant avec deux mats de la liberté couronnés de bonnets phrygiens et ornés de drapeaux bicolores.
- L’église, construite en 1830[36],[78], est petite et située face au château[78]. La mairie possède une cloche armoriée de 1616[79], classée monument historique au titre objet[80]. Le village est un site inscrit.
- Église Notre-Dame-de-l'Annonciation de Montblanc.
- Église Sainte-Delphine de Castellet-Saint-Cassien.
- Église Saint-Nicolas de Villevieille.
- Chapelle Saint-Joseph du Champ.
- Moulin à farine[81].
- Fontaine-lavoir[82].

### Montblanc
Le château de Montblanc (XIVe et XVe siècles) est en ruines.
L'église de l’Annonciation de la Vierge abrite une statue de l’évêque saint Éloi du XVIIe siècle.
Une chapelle et un joli oratoire se trouvent à Montblanc, sous le vocable de saint Elzéar de Sabran. Elle est restaurée de 2005 à 2013 : façades, toiture, décoration intérieure, porte, électrification... Un buste de saint Elzéar, don d'une fidèle, orne la chapelle.

### Villevieille
Le village médiéval de Villevieille est sur la colline qui domine le village actuel, avec une église Saint-Nicolas fortifiée dotée d’un clocher-arcade. L’église Saint-Nicolas a été restaurée en 1978. Elle date du XVIIe siècle ; la courbe de la voûte rejoint progressivement la verticale du mur. L’ancien chœur a été transformé en sacristie. Elle abrite un buste de saint Nicolas de Myre.
Le château de Villevieille (premier tiers du XVIIe siècle), dont les Glandevès furent seigneurs (1232-1672), possède une tour en milieu de façade, à trois étages dont un ajouté après la construction. Les latrines sont en encorbellement sur la façade. Les cheminées sont ornées de gypseries. Celles du premier étage sont placées dans le salon et la chambre. Réalisées par le même atelier de stucateurs que celles du Castellet-Saint-Cassien, elles ont une composition baroque utilisant des motifs classiques. Les piédroits de la cheminée du salon sont ornés chacun d'une tête de monstre tenant un drapé dans la gueule. L'ornement majeur de la hotte est un quadrilobe vide, mais entouré d'une riche décoration. Le travail porte essentiellement sur le dessin et les proportions, les artistes ont su donner une dimension monumentale à cet élément de décor mal placé dans la pièce (dans un angle) et mal éclairé. La cheminée de la chambre ne possède pas de tablette horizontale. Sa hotte porte elle aussi un médaillon central de forme ovale, encadré de nymphes ailées évoquant la légende des filles du roi Mynias. Au-dessus, un mascaron souriant ; au-dessous, un masque grimaçant dont les cornes forment la pointe de la mèche dont s'extraient les nymphes. Enfin, la hotte est cantonnée de décors végétaux, dont des fruits évoquant la féminité picorés par des oiseaux. Les piédroits sont ornés de mascarons souriants sous des caryatides.
Au hameau le Champ, près de Villevieille, se trouve la chapelle Saint-Joseph,.

## Personnalités liées à la commune
- Pierre André Glandevès du Castellet, né en 1689 à Castellet-Saint-Cassien, mort après 1772, chevalier de l’ordre de Malte, commandeur puis bailli dans cet ordre, lieutenant-général de la marine française en 1764[94]
- Jean-François de Glandevez, amiral né au château du Castellet-Saint-Cassien. Il participe à la guerre d'indépendance américaine[76]
- Henri Auzias, né à Villevieille le 9 avril 1912, communiste, résistant, fusillé le 23 février 1944